# Svět je plochý
Svět je plochý: Stručné dějiny jedenadvacátého století (v angl. orig. The World Is Flat: A Brief History of the Twenty-First Century) je kniha amerického spisovatele a novináře Thomase L. Friedmana zabývající se fenoménem globalizace se zaměřením na 21. století. Slovní spojení „svět je plochý“ objevující se v titulu knihy je metafora, která odkazuje ke stále se „zplošťujícímu“ světu, ve kterém si jsou lidé blíže a kde má jedinec i komerční subjekty šanci se prosadit se stále menším ohledem na vzdálenostní rozdíly.
Kniha byla vydána v roce 2005, 2006 a 2007, přičemž ta novější vydání jsou vždy aktualizována a rozšířena.

## Obsah

### „Deset sil, které zploštily svět“
K hlavním tezím knihy patří rozbor „deseti sil, které zploštily svět“. Friedman takto označuje deset faktorů, které podle něj hrály ústřední roli v globalizačním procesu zplošťování světa; procesu, který je čistě záležitostí poslední doby a který započal s rozvojem moderních technologií. Následuje výčet těchto faktorů se stručnými charakteristikami:
- #1: Pád berlínské zdi – 9/11/89: pád berlínské zdi není jen symbolem konce studené války, ale tato událost umožnila lidem z východního Německa, potažmo i dalších zemí (za nedlouho bývalého) Sovětského svazu účastnit se světového dění. V konkrétní rovině pád zdi např. pomohl Evropské unii se dále rozrůstat o státy bývalého sovětského bloku, v obecnější rovině Friedman upozorňuje zejména na to, že díky stržení zdi přestal být svět tak černobílý (komunismus x kapitalismus; východ x západ; ...) a o něco se „zploštil“.[1]
- #2: Netscape – 9/8/95: Firma Netscape stála u zrodu World wide webu a zasloužila se o masové rozšíření internetu mezi běžné uživatele, kteří tak mezi sebou mohli začít komunikovat, obchodovat, posílat nejrůznější dokumenty apod. Její webový prohlížeč znamenal zásadní zvrat ve světě počítačů, potažmo moderních technologií. 9. srpna je pak první den, kdy byla vydána primární emise akcií Netscapu.[2]
- #3 Software pro workflow: vznik softwaru pro workflow umožnil snadný přenos dat mezi lidmi či jednotlivými stupni vývoje, jehož výsledkem je jeho určitá realizace, a značně tak urychlil a usnadnil celý proces výroby. Za počátek přelomu ve workflow Friedman považuje „spojení osobního počítače a e-mailu“, k vývoji softwaru speciálně určeného pro workflow přitom došlo až poté, co se standardizovaly metody a protokoly (hlavně SMTP pro posílání e-mailů; HTML jakožto jednotný značkovací jazyk).[3]
- #4 Uploading: pod tímto faktorem zploštění světa Friedman míní komunitu programátorů i dalších uživatelů internetové sítě, kteří vytváří open sourceový obsah a spolupracují na nejrůznějších online projektech. Mezi konkrétní výsledky takové spolupráce patří např. Linux, Apache či Wikipedie.[4]
- #5 Outsourcing: outsourcing umožnil firmám vydělit část svých služeb a přesunout je na místa, kde lze tyto služby vykonávat efektivněji a za přispění menších finančních prostředků. Outsourcing se stal snadnějším hlavně díky masivnímu rozšíření optických kabelů po světě.[5]
- #6 Offshoring: zatímco outsourcing je vydělení většinou části služeb do jiných oblastí, offshoring označuje vydělení celých výrobních procesů do zemí, kde jsou náklady na výrobu výrazně nižší. Možnosti offshoringu se v plné šíři otevřely zejména poté, co ČLR vstoupila do WTO (Světová obchodní organizace). Friedman zastává názor, že to bude Čína, která bude nejvíce těžit „ze zplošťování světa a z provázání trhů a znalostních center“.[6]
- #7 Dodavatelské řetězce: díky velkým dodavatelským řetězcům se zboží dostává z výrobních hal k zákazníkovi ve velmi krátkém čase. Friedman své teze demonstruje hlavně na obchodním řetězci Wal-Mart, který ač nic nevyrábí, je největší nadnárodní korporace na světě. Úspěch Wal-Martu spočívá hlavně v tom, že dokáže efektivně dostat výrobek z výrobních hal do regálů maloobchodních řetězců v rekordně krátkém čase a s těmi nejnižšími náklady.[7]
- #8 Insourcing: Friedman uvádí firmu UPS (United Parcel Service) jako ukázkový příklad insourcingu, čili procesu, kdy zaměstnanci jedné firmy poskytují služby druhé firmě. Friedman v této souvislosti hovoří o „horizontální spolupráci“ a za konkrétní příklad uvádí např. to, že počítače značky Toshiba opravují certifikovaní zaměstnanci z UPS.[8]
- #9 In-forming: internetové vyhledávače typu Google umožnily širokému spektru lidí snadný přístup k nejrůznějším informacím. Podle Friedmana je to vůbec poprvé v historii, kdy si takové množství lidí dokáže najít tolik informací o jiných lidech či věcech, a to vše takřka samostatně a ve velmi krátkém čase. Internetové vyhledávače proto patří k důležitým faktorům zploštění světa.[9]
- #10 Steroidy: desátý faktor zploštění světa Friedman označuje jako „steroidy“. Pod tímto názvem se skrývají nejrůznější digitální osobní zařízení typu iPod, PDA apod. Tyto malé „steroidy“ umožňují lidem být „on-line“ prakticky nepřetržitě či umožňují napojení na síť ve velmi krátkém čase.[10]

## Vydání
anglicky
- 1. edice, Farrar, Straus and Giroux, 2005, ISBN 0-374-29288-4
- 2. edice („aktualizováno a rozšířeno“), Farrar, Straus and Giroux, 2006, ISBN 0-374-29279-5
- 2. revidované a rozšířené vydání („další rozšířená a aktualizace: Vydání 3.0“), Farrar, Straus and Giroux, 2007, ISBN 0-374-29278-7

česky
- Svět je plochý: Stručné dějiny jedenadvacátého století. Praha: Academia 2007. ISBN 978-80-200-1530-3. Překlad Jaroslav Veis, doslov napsal Petr Koubský.